# 하이샤

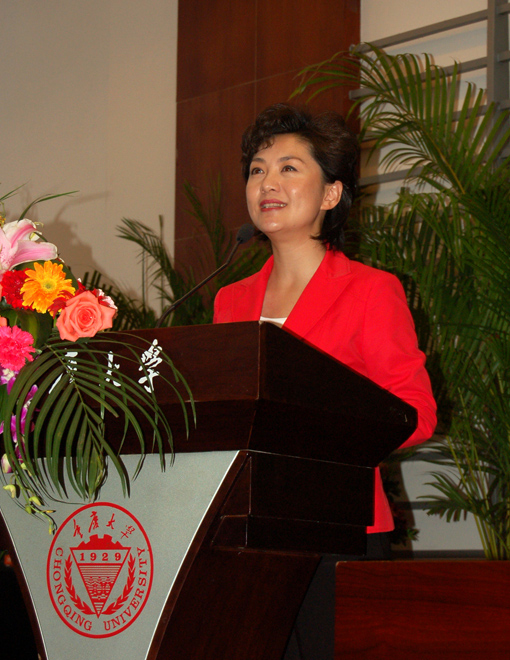
하이샤

하이샤(海霞, 1972년 3월 9일 ~ )은 중화인민공화국의 앵커로 중국중앙텔레비전에서 19시에 방송하는 뉴스 신문연파 진행으로 잘 알려져있다.
허난성 정저우 시에서 태어난 그녀는 회족으로 회족 학교를 졸업했다. 1993년 중국전매대학을 졸업하고 중국중앙텔레비전에 취직해서 조문천하, 완간신문, 신문직파간 등의 프로그램들을 했으며 2007년부터 신문연파를 방송하고 있다. 2008년 제11차 중국인민정치협상회의 구성원이 됐다.
남편은 칭화 대학 교수 뤄융장(罗永章)이며 슬하에 2002년에 낳은 딸 뤄뤄(罗螺)를 두고 있다.